# Grand Prix Monaka 1959
Grand Prix Monaka 1959 (oficiálně XVII Grand Prix Automobile de Monaco) se jela na okruhu Circuit de Monaco v Monte Carlu v Monaku dne 10. května 1959. Závod byl prvním v pořadí v sezóně 1959 šampionátu Formule 1.

## Závod
| Poř.   | No. | Jezdec                   | Konstruktér     | Počet kol | Čas/Odstoupení | Pořadí na startu | Body |
| ------ | --- | ------------------------ | --------------- | --------- | -------------- | ---------------- | ---- |
| 1      | 24  | Jack Brabham             | Cooper-Climax   | 100       | 2:55:51.3      | 3                | 9    |
| 2      | 50  | Tony Brooks              | Ferrari         | 100       | + 20.4         | 4                | 6    |
| 3      | 32  | Maurice Trintignant      | Cooper-Climax   | 98        | + 2 kola       | 6                | 4    |
| 4      | 48  | Phil Hill                | Ferrari         | 97        | + 3 kola       | 5                | 3    |
| 5      | 22  | Bruce McLaren            | Cooper-Climax   | 96        | + 4 kola       | 13               | 2    |
| 6      | 38  | Roy Salvadori            | Cooper-Maserati | 83        | + 17 kol       | 8                |      |
| Ret    | 30  | Stirling Moss            | Cooper-Climax   | 81        | Převodovka     | 1                |      |
| Ret    | 20  | Ron Flockhart            | BRM             | 64        | Smyk           | 10               |      |
| Ret    | 16  | Harry Schell             | BRM             | 48        | Nehoda         | 9                |      |
| Ret    | 18  | Jo Bonnier               | BRM             | 44        | Brzdy          | 7                |      |
| Ret    | 46  | Jean Behra               | Ferrari         | 24        | Motor          | 2                |      |
| Ret    | 40  | Graham Hill              | Lotus-Climax    | 21        | Požár          | 14               |      |
| Ret    | 26  | Masten Gregory           | Cooper-Climax   | 6         | Převodovka     | 11               |      |
| Ret    | 6   | Wolfgang von Trips       | Porsche         | 1         | Kolize         | 12               |      |
| Ret    | 52  | Cliff Allison            | Ferrari         | 1         | Kolize         | 15               |      |
| Ret    | 44  | Bruce Halford            | Lotus-Climax    | 1         | Kolize         | 16               |      |
| DNQ    | 34  | Ivor Bueb                | Cooper-Climax   |           |                |                  |      |
| DNQ    | 54  | Giorgio Scarlatti        | Maserati        |           |                |                  |      |
| DNQ    | 12  | Alain de Changy          | Cooper-Climax   |           |                |                  |      |
| DNQ    | 10  | Lucien Bianchi           | Cooper-Climax   |           |                |                  |      |
| DNQ    | 4   | Maria Teresa de Filippis | Porsche         |           |                |                  |      |
| DNQ    | 42  | Pete Lovely              | Lotus-Climax    |           |                |                  |      |
| DNQ    | 14  | Jean Lucienbonnet        | Cooper-Climax   |           |                |                  |      |
| DNQ    | 56  | André Testut             | Maserati        |           |                |                  |      |
| Zdroj: |     |                          |                 |           |                |                  |      |

Poznámky
1. ↑  Jack Brabham získal jeden bod za zajetí nejrychlejšího kola.

## Průběžné pořadí po závodě
Pohár jezdců
| Pořadí | Jezdec              | Body |
| ------ | ------------------- | ---- |
| 1      | Jack Brabham        | 9    |
| 2      | Tony Brooks         | 6    |
| 3      | Maurice Trintignant | 4    |
| 4      | Phil Hill           | 3    |
| 5      | Bruce McLaren       | 2    |
| Zdroj: |                     |      |

Pohár konstruktérů
| Pořadí | Konstruktér   | Body |
| ------ | ------------- | ---- |
| 1      | Cooper-Climax | 8    |
| 2      | Ferrari       | 6    |
| Zdroj: |               |      |